# Carlos Manuel García Cuervo
Carlos Manuel García Cuervo (Gijón, 24 de setembre de 1946) és un exfutbolista i entrenador asturià.

## Trajectòria esportiva
Com a futbolista ocupava la posició de porter. Va començar a despuntar a l'equip de La Braña, d'on passa als filials de l'Sporting de Gijón. A la campanya 65/66 debuta amb el primer conjunt, en aquella èpòca a la divisió d'argent. No va aconseguir fer-se a la titularitat, a l'ombra de García Fernández, Romero i Castro. El 1970, l'Sporting assoleix l'ascens a la màxima categoria, però García Cuervo només hi disputa cinc partits en dos anys.
La temporada 72/73 marxa al Burgos CF, amb qui baixa a Segona Divisió. Roman una temporada més a l'equip castellà abans de fitxar pel CE Sabadell, on tampoc és titular. Eixe any, l'equip vallesà baixa a Tercera Divisió. Finalment, milita al Jaén i al Xerez, en categories regionals.
Com a entrenador comença al càrrec d'equips de la regional asturiana, com el Cámara, San Martín, Caudal o Avilés. A partir del 1989 es fa càrrec del primer combinat de l'Sporting de Gijón, on roman tres etapes en el període 1989-1995, en les quals hi suma 68 partits.